# Архитектура ANSI-SPARC
Архитектура ANSI-SPARC (также трёхуровневая архитектура) — принципы, согласно которому рекомендуется строить системы управления базами данных (СУБД). Проект архитектуры был выдвинут в 1975 году подкомитетом SPARC ANSI.
Согласно принципам, выделяется три уровня системы:
- внешний (пользовательский),
- промежуточный (концептуальный),
- внутренний (физический).

В основе архитектуры ANSI-SPARC лежит концептуальный уровень. В современных СУБД он может быть реализован при помощи представления[уточнить]. Концептуальный уровень описывает данные и их взаимосвязи с наиболее общей точки зрения, — концепции архитекторов базы, используя реляционную или другую модель.
Внутренний уровень позволяет скрыть подробности физического хранения данных (тома, файлы, таблицы, триггеры) от концептуального уровня. Отделение внутреннего уровня от концептуального обеспечивает так называемую физическую независимость данных.
На внешнем уровне описываются различные подмножества элементов концептуального уровня для представлений данных различным пользовательским программам. Каждый пользователь получает в своё распоряжение часть представлений о данных, но полная концепция скрыта. Отделение внешнего уровня от концептуального обеспечивает логическую независимость данных.